# Діазоати
Діазоати (рос. диазоаты, англ. diazoates) — солі RN=NO-M+ (R — звичайно арил) сполук RN=NOH, (гідрокарбон) діазогідроксиди.
Приклади: калій бензендіазоат, фенілдіазенол PhN=NO-K+.
Інші назви: діазотати, гідрокарбілдіазенолати, гідрокарбіл-діазеноли.